# Nigorisawa Kazuhito
Kazuhito Nigorisawa (sinh ngày 15 tháng 5 năm 1970) là một cầu thủ bóng đá người Nhật Bản.

## Sự nghiệp câu lạc bộ
Kazuhito Nigorisawa đã từng chơi cho Cerezo Osaka.